# Campeonato Carioca de Futebol de 1924 (LMDT)
O Campeonato Carioca de Futebol de 1924 organizado pela Liga Metropolitana de Desportos Terrestres (LMDT) foi vencido pelo Vasco da Gama, com o Bonsucesso ficando com o vice-campeonato.

## História
Este foi o último campeonato organizado pela Liga Metropolitana de Desportos Terrestres a contar com a participação de um clube considerado "grande", o Vasco da Gama, que conquistou o título da competição. A partir de 1925, o Vasco da Gama passou a disputar o campeonato da Associação Metropolitana de Esportes Athleticos (AMEA).

## Regulamento
O Campeonato Carioca de 1924 foi dividido em três grupos denominados de Série A, B e C.
Os artigos 10 e 11 do regulamento da Liga Metropolitana de Desportos Terrestres, previa que a comissão técnica da entidade procederia o sorteio dos clubes vencedores das respectivas séries, para disputar o título de campeão da cidade.

## Primeira fase

### Série A
| Pos | Time          | PG | J  | V  | E | D  | GP | GS | SG  |
| --- | ------------- | -- | -- | -- | - | -- | -- | -- | --- |
| 1   | Vasco da Gama | 28 | 14 | 14 | 0 | 0  | 40 | 9  | +31 |
| 2   | Andarahy      | 22 | 14 | 10 | 2 | 2  | 44 | 17 | +27 |
| 3   | Villa Isabel  | 16 | 14 | 7  | 2 | 5  | 29 | 15 | +14 |
| 4   | River         | 13 | 14 | 5  | 3 | 6  | 20 | 25 | -5  |
| 5   | Carioca       | 12 | 14 | 4  | 4 | 6  | 18 | 21 | -3  |
| 6   | Mackenzie     | 8  | 14 | 3  | 2 | 9  | 23 | 38 | -15 |
| 6   | Mangueira     | 8  | 14 | 3  | 2 | 9  | 12 | 28 | -16 |
| 8   | Palmeiras     | 5  | 14 | 1  | 3 | 10 | 16 | 49 | -33 |

### Série B
| Pos | Time          | PG | J  | V  | E | D  | GP | GS | SG  |
| --- | ------------- | -- | -- | -- | - | -- | -- | -- | --- |
| 1   | Bonsucesso    | 24 | 14 | 11 | 2 | 1  | 38 | 18 | +20 |
| 2   | São Paulo-Rio | 19 | 14 | 9  | 1 | 4  | 22 | 16 | +6  |
| 3   | Fidalgo       | 18 | 14 | 8  | 2 | 4  | 23 | 16 | +7  |
| 4   | Metropolitano | 16 | 14 | 7  | 2 | 5  | 20 | 20 | 0   |
| 5   | Confiança     | 12 | 14 | 5  | 5 | 4  | 27 | 23 | +4  |
| 6   | Americano FC* | 10 | 14 | 4  | 2 | 8  | 20 | 24 | -4  |
| 6   | Esperança     | 8  | 14 | 3  | 2 | 9  | 21 | 33 | -12 |
| 8   | Progresso     | 2  | 14 | 0  | 2 | 12 | 11 | 32 | -21 |

*Esse Americano Football Club era da cidade do Rio de Janeiro e não tem nada a ver com o Americano Futebol Clube da cidade de Campos dos Goytacazes.

### Série C
| Pos | Time              | PG | J  | V  | E | D  | GP | GS | SG  |
| --- | ----------------- | -- | -- | -- | - | -- | -- | -- | --- |
| 1   | Engenho de Dentro | 22 | 12 | 10 | 2 | 0  | 39 | 10 | +29 |
| 2   | Modesto           | 18 | 12 | 8  | 2 | 2  | 34 | 12 | +22 |
| 3   | Everest           | 17 | 12 | 7  | 3 | 2  | 24 | 16 | +8  |
| 4   | Campo Grande      | 10 | 12 | 5  | 0 | 7  | 11 | 14 | -3  |
| 5   | Olaria            | 8  | 12 | 3  | 2 | 7  | 16 | 26 | -10 |
| 6   | Independência     | 5  | 12 | 2  | 1 | 9  | 19 | 23 | -4  |
| 6   | Ramos             | 4  | 12 | 2  | 0 | 10 | 9  | 51 | -42 |

## Premiação
| Campeonato Carioca de 1924 (LMDT) |
| Rio de Janeiro                    |
| --------------------------------- |
| VASCO DA GAMA Campeão (2º título) |